# Priva adhaerens
Priva adhaerens là một loài thực vật có hoa trong họ Cỏ roi ngựa. Loài này được (Forssk.) Chiov. miêu tả khoa học đầu tiên năm 1923.